# Marie Wandscheer

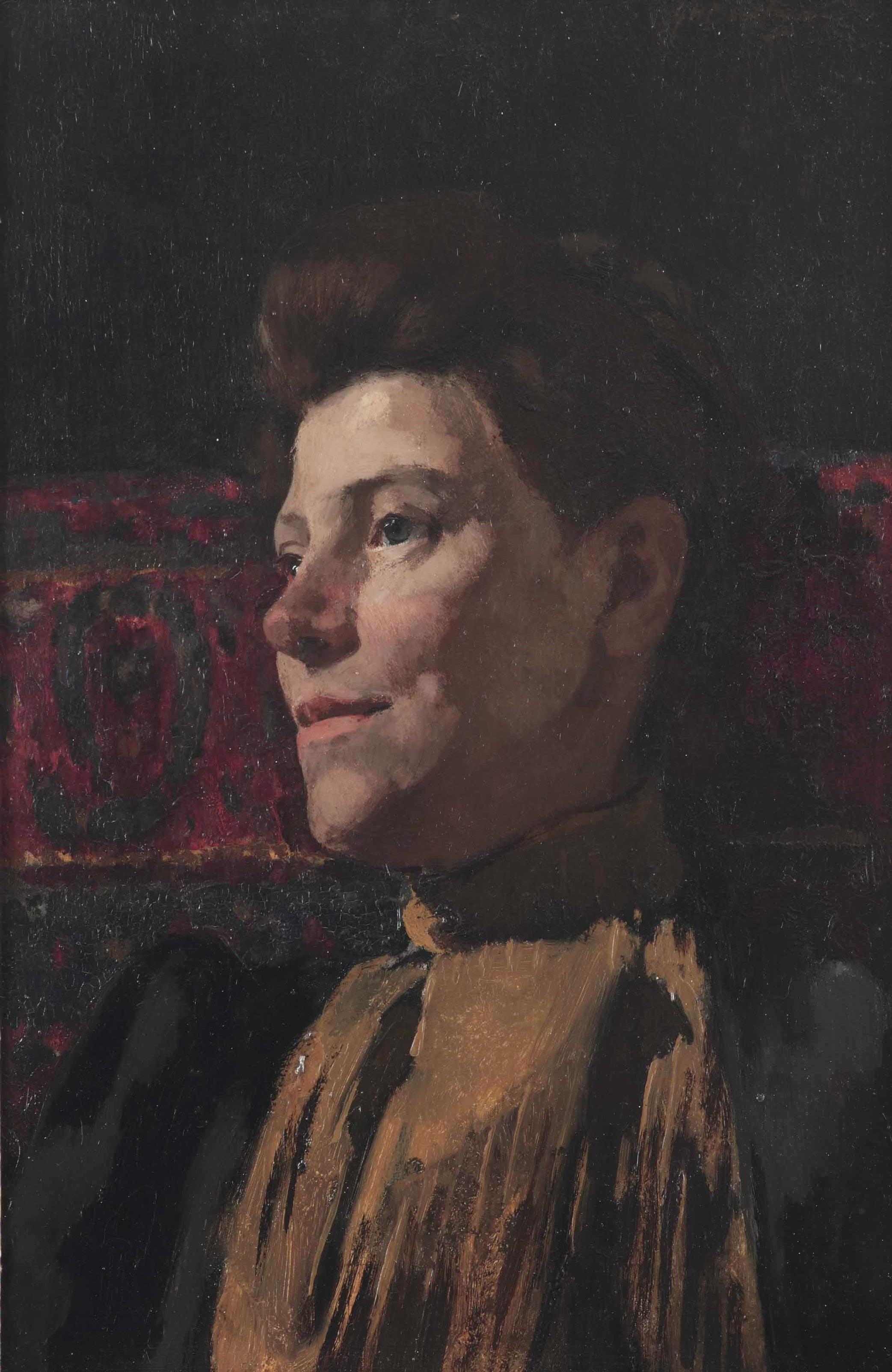
Marie Wandscheer von Willem Witsen, etwa 1895–1902

Maria Marie Willemina Wandscheer (* 19. November 1856 in Amsterdam; † 18. September 1936 in Ede) war eine niederländische Blumen- und Porträtmalerin.

## Leben
Maria Wandscheer wurde am 19. November 1856 in Amsterdam als Tochter von Johann Frederick Christiaan Wandscheer und Anna Christina Pilger geboren. Ihr Vater war Direktor einer Reederei und die Familie wohlhabend. Ihr Rufname lautete Marie. Sie hatte mit Johanna Sophia Hendrika eine ältere Schwester und mit Johanna Margareth eine jüngere. Das jüngste Kind der Familie war ihr Bruder Johan Hendrik Martin.
Als sie 19 Jahre alt war, erhielt sie Malunterricht bei Valentin Bing und von 1876 bis 1886 studierte sie bei August Allebé an der staatlichen Hochschule für Bildende Künste in Amsterdam. Sie lernte in der Zeit ihres Studiums auch die Künstlergruppe Amsterdamse Joffers kennen. Ihre Familie lebte bis 1892 in Amsterdam, danach zog sie nach Nieuwer-Amstel und im Mai 1896 nach Ede.
Bei Willem Witsen nahm sie von 1893 bis 1902 Unterricht im Radieren. Gemeinsam mit ihren Schwestern freundete sie sich mit Witsen an und auch mit dem Kreis der Künstler, die zu seiner Umgebung gehörten, so wie der Schriftsteller Willem Kloos. Marie Wandscheer arbeitete hauptsächlich mit Ölfarbe, Pastell und Aquarell, es sind nur wenige Radierungen bekannt. Sie starb am 18. September 1936 und wurde wenige Tage später im Beisein vieler Kunstfreunde in Ede beigesetzt. Ihre Schwester Sofie starb 1939 und Johanna lebte als letzte überlebende Schwester bis zu ihrem Tod mit der Haushälterin Mina in dem Haus.
Zu ihren Schülern gehörte die Malerin Maria Adeline Alice Schweistal und der Lithograf Eduard Fred van den Waereld.
Im Wohngebiet Maandereng von Ede ist eine Straße nach Marie Wandscheer benannt.

## Werk
In ihrer Zeit in Ede entwickelte sich das Talent von Marie Wandscheer. Sie malte Stillleben, vor allem Blumen und Porträts. Ausstellungen ihrer Werke fanden in Großstädten wie Amsterdam, Deventer, Arnhem und Maastricht statt, zumeist im Rahmen der Ausstellungen der Künstlervereinigungen, es gab auch zwei in Ede. Von dem Verkauf der Bilder musste sie ebenso wie ihre Schwester Johanna, die auch Malerin war, ihren Lebensunterhalt nicht bestreiten und konnten diese für wenig Geld verkaufen. So wurden viele Gemälde auch an die Nachbarschaft in Ede verkauft. Diese Bilder bildeten den Grundstock für die Ausstellung 1973, die von Rien Simonis zusammen mit der Edese Art Foundation organisiert wurde. Mehr als die Hälfte der ausgestellten Werke waren Stillleben. Von den 66 ausgestellten Werken wurden mehr als drei Viertel von Bewohnern Edes zur Verfügung gestellt. Eine weitere Ausstellung in Ede fand vom 19. November 2006 bis 22. Januar 2007 im Historischen Museum Ede statt. Anke de Jong organisierte sie gemeinsam mit der „Vereniging Oud Ede“ unter dem Titel „Wandscheer Weer aan de Wand“.
Marie Wandscheer war Mitglied bei Arti et Amicitiae, der Kunstenaarsvereniging Sint Lucas, dem Pulchri Studio in Den Haag und der Teekengenootschap Pictura in Dordrecht.
- Vor dem Ball, 1886
- Fleißige Hände, vor 1936
- Kinderspielzeug, 1883
- Porträt einer Frau, 1886

- Porträt einer Frau, Rijksmuseum Amsterdam[5]
- Dame im Abendkleid, 1885

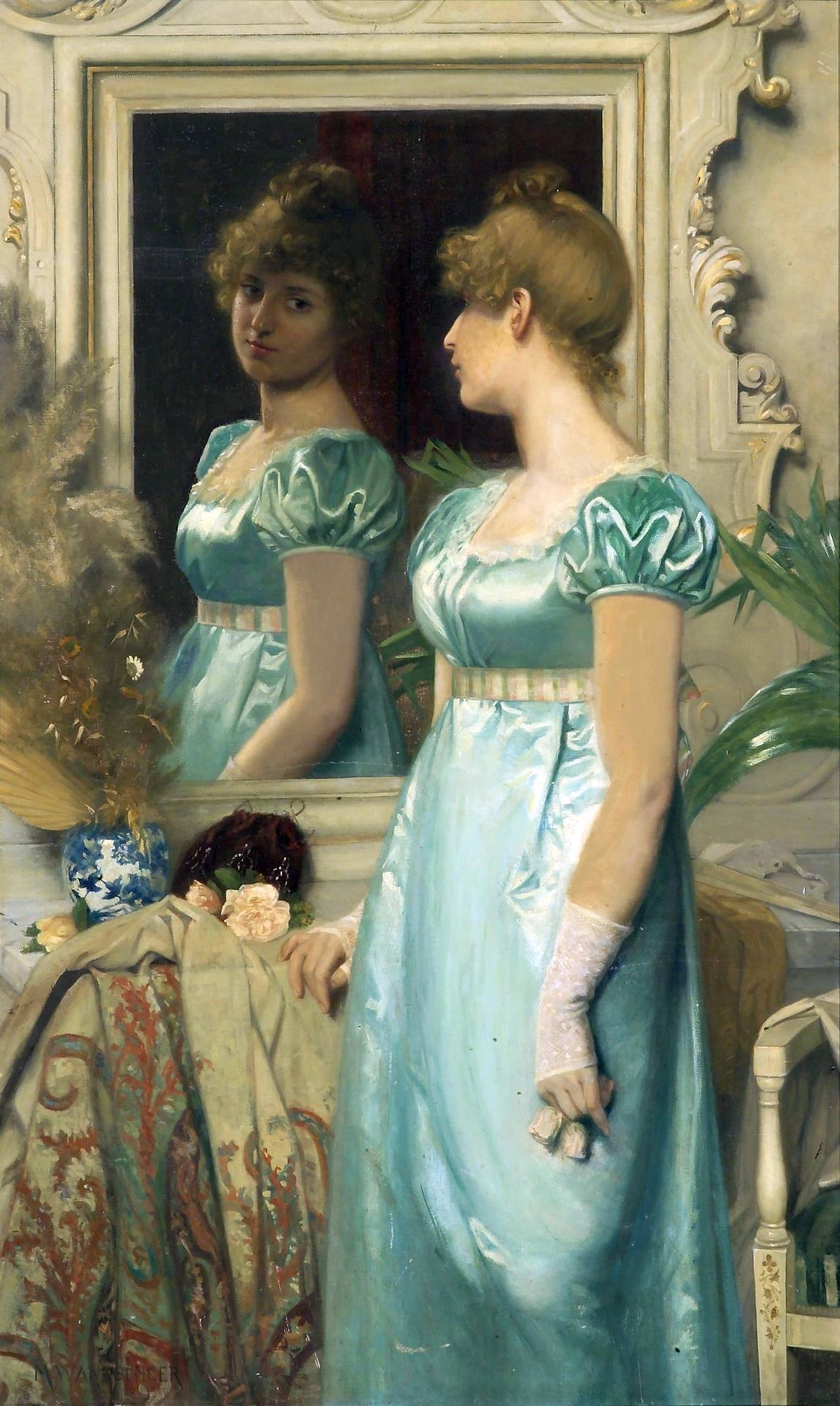
Vor dem Ball, 1886
- Porträt einer jungen Frau, 1890
- Die Musikstunde, 1891
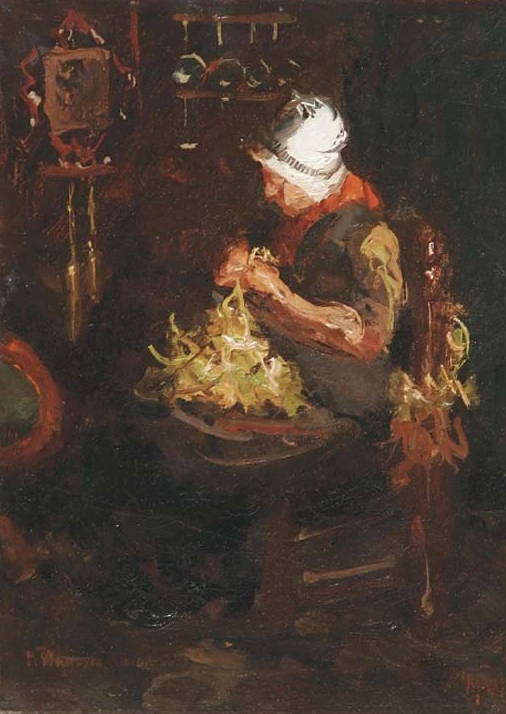
Fleißige Hände, 1936
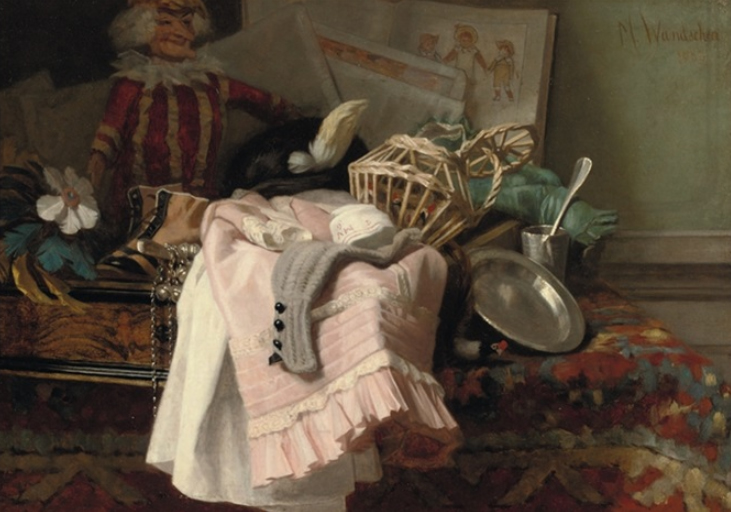
Kinderspielzeug, 1883
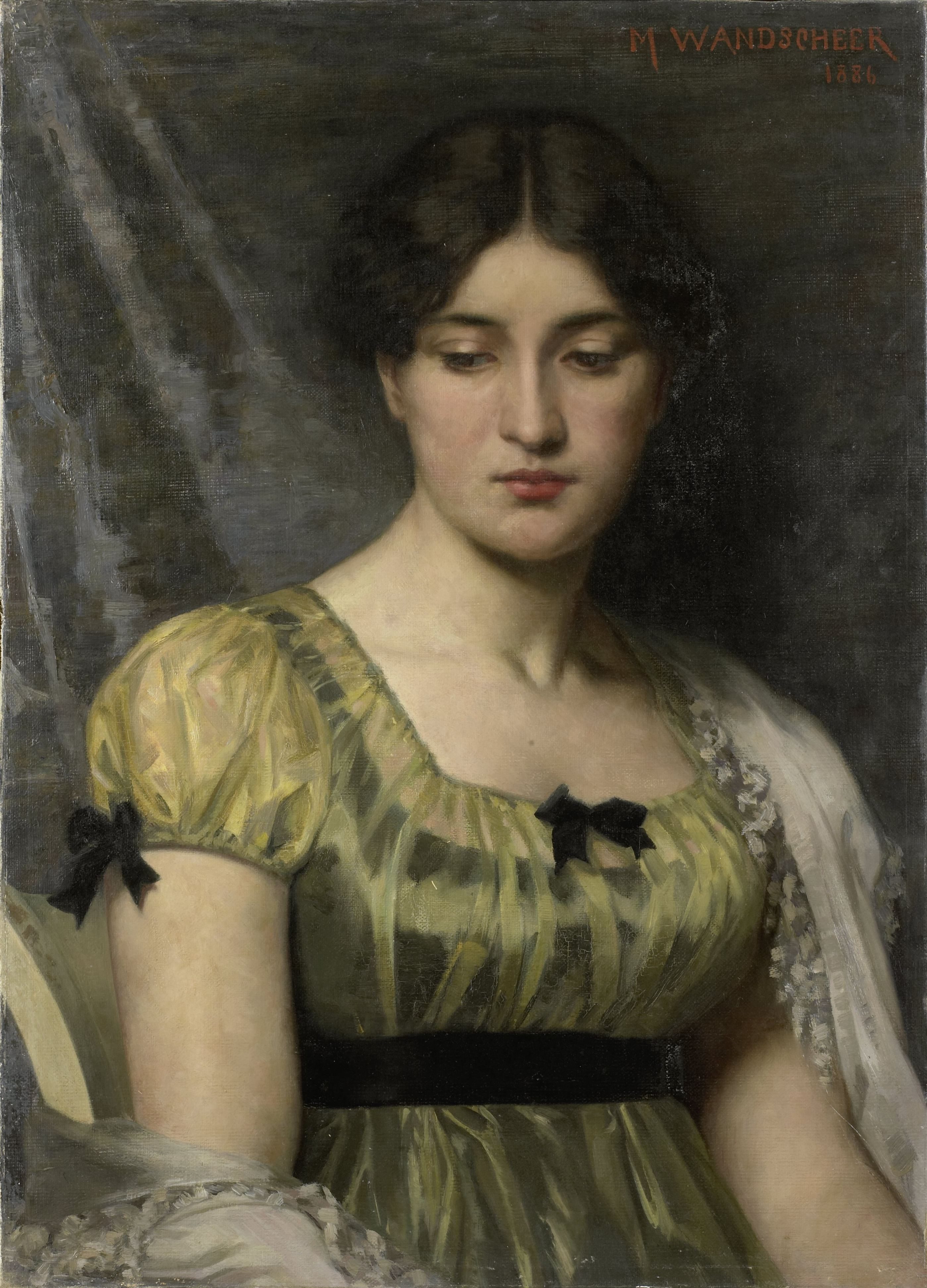
Porträt einer Frau, 1886

- Portret van Lucia Thueré, 1901[6]
- Lelies and zinnias Abbildung